# Котки (филм)
Вижте пояснителната страница за други значения на Котки.
Котки (на немски: Felidae) е германски анимационен филм от 1994 г. на анимационното студио Trickompany. Режисьор е Михаел Шаак, а сценарист — Мартин Клугер. Филмът е създаден по едноименния роман от 1989 г. на Акиф Пиринчи, който е съавтор на сценария. Основните персонажи са котки.

## Сюжет
Домашният котарак Франсис се мести да живее със своя собственик в нов квартал, където се случват мистериозни убийства на котки.